# Ponts
|  | Aquest article tracta sobre el municipi de la Noguera. Per a altres significats, vegeu: Ponts (desambiguació) |

Ponts és una vila i municipi de Catalunya situat a la comarca de la Noguera, que es localitza en la seva part oriental i que en configura un dels nuclis més importants i un eix de comunicació destacable que connecta la muntanya occidental catalana amb la plana de Lleida i la Catalunya Central. Se situa a l'indret i comarca natural prepirinenca del Segre Mitjà.

## Història
En documents medievals apareix documentada amb la forma d'ablatiu plural Pontibus.

### Ponts antigament
L'any 449 la vila estava en poder dels gots, qui ocupaven les terres compreses entre els Pirineus i els rius Llobregós i Segre. Ja en el 797 passaren per aquesta comarca els francs, que conduïts, segons uns, per Ludovic, i segons altres, per Guillem de Tolosa, travessaren el Pirineu, ocuparen la ciutat d'Urgell i s'estengueren després per la conca del Segre, fins a la ciutat de Lleida. En els anys 888 i 890 tingué lloc la dotació de l'església del monestir de Santa Maria de Ripoll, al qual donaven, en la Marca, l'església de Santa Maria de Ponts.
El 909 Muhàmmad al Tawil, reietó de Wasqa, emprengué una ràtzia per la frontera, conquerint els castells i llocs d'Oliola, Ponts i Alguaire. En el 1057, la comtessa Ermessenda de Carcassona, esposa de Ramon Borrell de Barcelona, traspassà al seu net Ramon Berenguer I de Barcelona els drets que posseïa sobre el castell de Ponts i el 1061 Pere Mir de Ponts llegà el castell de Ponts en testament i d'altres més que en posseïa. Al llarg del segle xi s'instal·laren a Ponts pagesos provinents de la serra del Cadí i de la vall de Lord. Durant aquest segle corrien per Catalunya els diners d'argent de Ponts. El 1185, el castell i vila de Ponts pertanyien a Elvira de Subirats, la qual el rebé del seu marit, Ermengol VIII. A llur filla Aurembiaix d'Urgell, fou arrabassat el comtat pel vescomte d'Àger, Guerau IV de Cabrera, i el rei Jaume emprengué una lluita contra l'usurpador, que es feu fort al castell de Ponts (1228).
Durant l'any 1628, la vila de Ponts, defensada pel canonge Pau Claris, va perdre el seu plet de lluició contra el senyor, el comte Dalmau III de Queralt i de Codina, segon comte de Santa Coloma i baró de Ponts, que efectuà represàlies. El Consell General de la Vila decidí que els habitants de Ponts se separessin de l'obediència del comte i s'incorporaren a la Generalitat i a la Corona d'Aragó.
El 1643, en un document datat a París, el mes de juliol, el rei Lluís XIII, manifestà una especial predilecció per la vila de Ponts, a qui va oferir-li la seva règia protecció, declarant-la vila règia amb mer i mixt imperi. L'any següent fou terriblement estèril, per manca de pluges, i en tot el terme de Ponts no es colliren més de quaranta quarteres de gra de totes classes. El 1708 en plena Guerra de Successió, durant una de les ofensives borbòniques, el 13 d'agost d'aquell any, entrà a Ponts una forta columna formada per alemanys i miquelets, defensors de la causa de l'arxiduc Carles, després de vèncer l'heroica resistència dels defensors de la vila. Més tard la població fou saquejada i incendiada en dues ocasions, produint-se també execucions sumàries.

### Ponts contemporani
Durant el decurs de la primera guerra carlina, la vila fou testimoni d'alguns fets d'armes d'especial rellevància, inclòs l'incendi i saqueig. Foren les forces de la primera divisió d'avantguarda del comte d'Espanya, sota les ordres del general Pérez Dávila. De les 300 cases que hi havia a la població només en quedaren 150 dempeus. L'església de Santa Maria, gòtica del segle xiv, quedà totalment destruïda, exceptuant-ne el retaule del Roser, que fou protegit pels espardenyers, que tenien la Verge del Roser com patrona. El 1888 s'inaugurà la carretera Ponts-Calaf i durant el 1896 finalitzà la construcció de la carretera que va des de Ponts a la Seu d'Urgell.
El 1914, l'artista local, Antoni Samarra fundà una Escola de Dibuix i Pintura a la població a més d'una Biblioteca Popular. I, el 1920, es creà a Ponts l'Anònima Alsina Graells. Els fundadors foren els senyors Graells, Pinós i Fornell.
El mes de febrer de 1936 hi hagué un acte electoral multitudinari del POUM a la plaça Planell, amb motiu de les Eleccions Generals que donaren la victòria al Front Popular. Hi intervingueren Andreu Nin i Joaquim Maurín.
El 1938, amb plena guerra civil la vila era un estatge dels serveis logístics de les forces republicanes del sector i un recer de gran nombre de refugiats. Havia estat sotmesa la diada de Nadal, a un bombardeig d'intimidació que ocasionà més de quaranta morts, entre població civil i tropes acantonades. El dia de Reis de 1939 fou novament bombardejada, per la qual cosa s'evacuà la població. El 15 de gener les tropes republicanes estaven replegades darrere la línia Ponts-Cervera-Santa Coloma de Queralt-Tarragona.

Passaren anys de misèria i de postguerra i als anys seixanta es creà: el grup de colònies Amics de l'escalada, la colla sardanista Font de Valldans, el Club d'Escacs Ponts o el Club de Billar Taules Verdes. A la dècada del setanta, amb el restabliment de la democràcia a l'Estat apareguen altres agrupacions com el Club Nàutic del Mig Segre, el Centre Excursionista Pontsicà, la Coral Pontsicana, el grup de teatre Argelagues, la revista Portaveu del Segre Mitjà, entre d'altres.

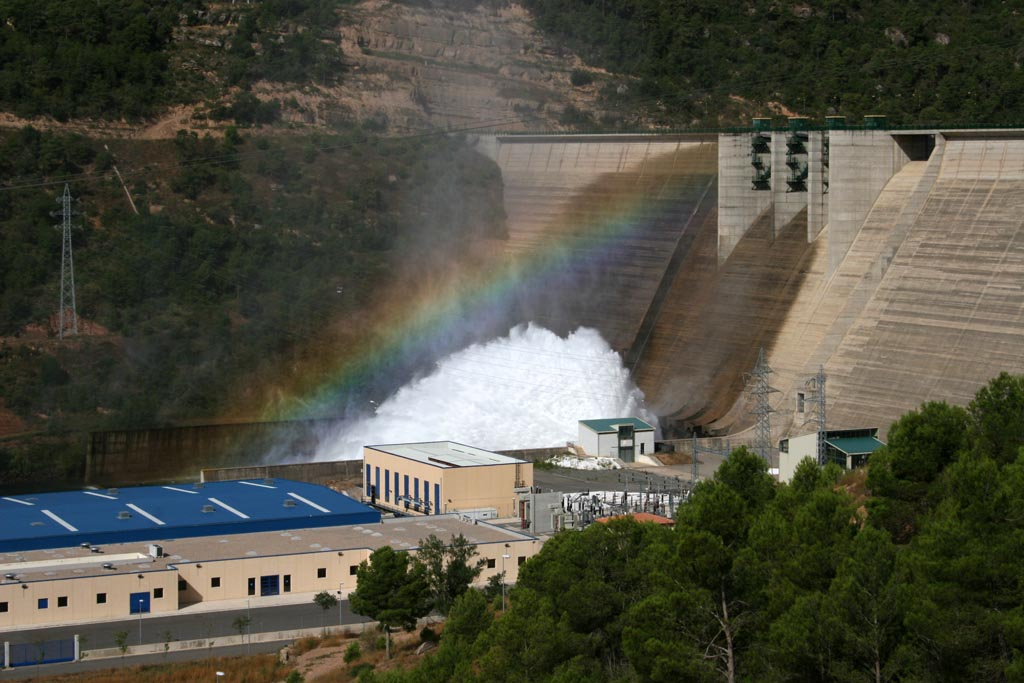
Comportes del pantà de Rialb

El primer de febrer de 1979 hi hagué les primeres eleccions generals després del franquisme. I, el 3 d'abril, s'estrenaren les eleccions als ajuntaments. A Ponts guanyà ERC, però els pactes amb altres formacions polítiques van fer que l'Agrupació de Dones Pontsicanes n'obtingués l'alcaldia.
Fou el novembre de 1982, quan per enèsima vegada uns aiguats van ocasionar greus desperfectes en inundar-se gran part del poble i l'horta en quedà força malmesa. El President de la Generalitat, Jordi Pujol, visità la vila dies després del desastre, en el que es comptabilitzaren més de 700 milions de pessetes de pèrdues. Durant el 1994, dos grans incendis forestals van causar estralls. L'un, s'inicià a Torreblanca i s'estengué fins ben amunt de la Baronia de Rialb. L'altre començà prop de Vilanova de l'Aguda i continuà fins a la zona que travessa la variant Ponts-Oliana.
L'any 2000 es va inaugurar oficialment el pantà de Rialb que a través del Canal Segarra-Garrigues permetrà convertir molts conreus de secà en regadiu; igual que ho va fer en el seu moment l'altre canal que transcorre prop del municipi, el d'Urgell.

## Economia

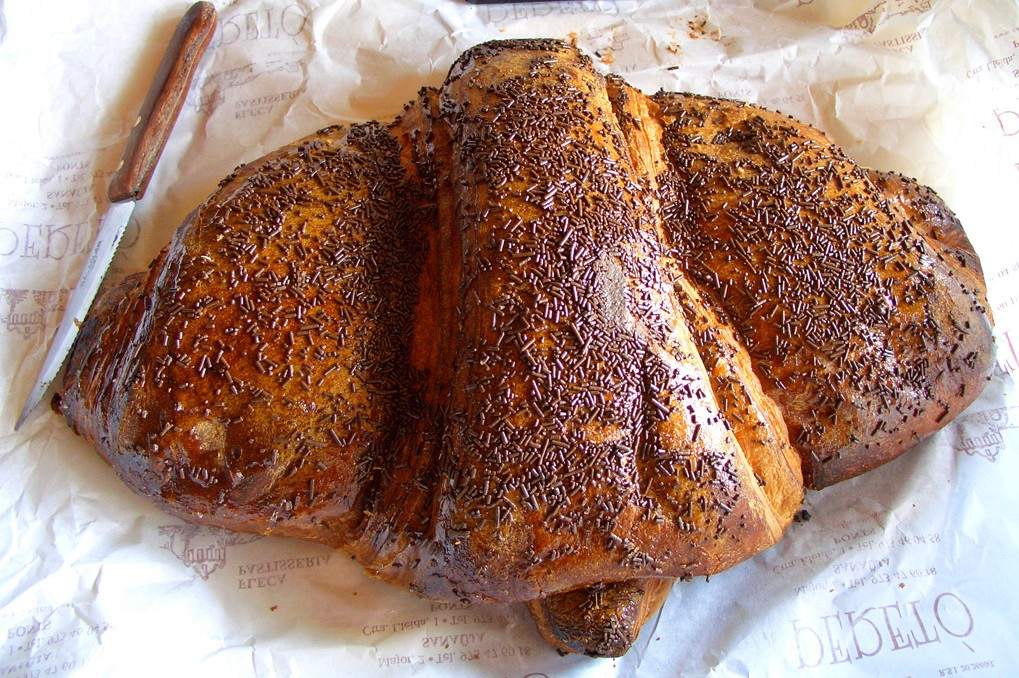
Croissant gegant típic

L'agricultura és fonamentalment de secà (cereals, oliveres, ametllers i vinyes) i de regadiu a l'horta propera al Segre (hortalisses, trumfos, panís i gira-sols). I pel que fa a la ramaderia, aquesta és ovina, porcina i avícola.
La indústria s'orienta cap a l'alimentació, el tèxtil i els gèneres de punt, els materials de construcció, la fusta, el metall i l'electricitat.
Finalment, els serveis, on és el turisme el sector amb més auge: en gran manera mercès a l'eix de carreteres que travessa el poble, fet que propicia la revitalització de l'economia de la zona en sectors com el comerç i la restauració. Això no obstant, la futura construcció d'una carretera variant que evitarà passar pel centre de la vila, farà replantejar l'enfocament i les vies de desenvolupament de l'economia pontsicana.

## Geografia
- Llista de topònims de Ponts (Orografia: muntanyes, serres, collades, indrets..; hidrografia: rius, fonts...; edificis: cases, masies, esglésies, etc).

## Edificis i llocs d'interès

### Monuments i indrets històrics[1]

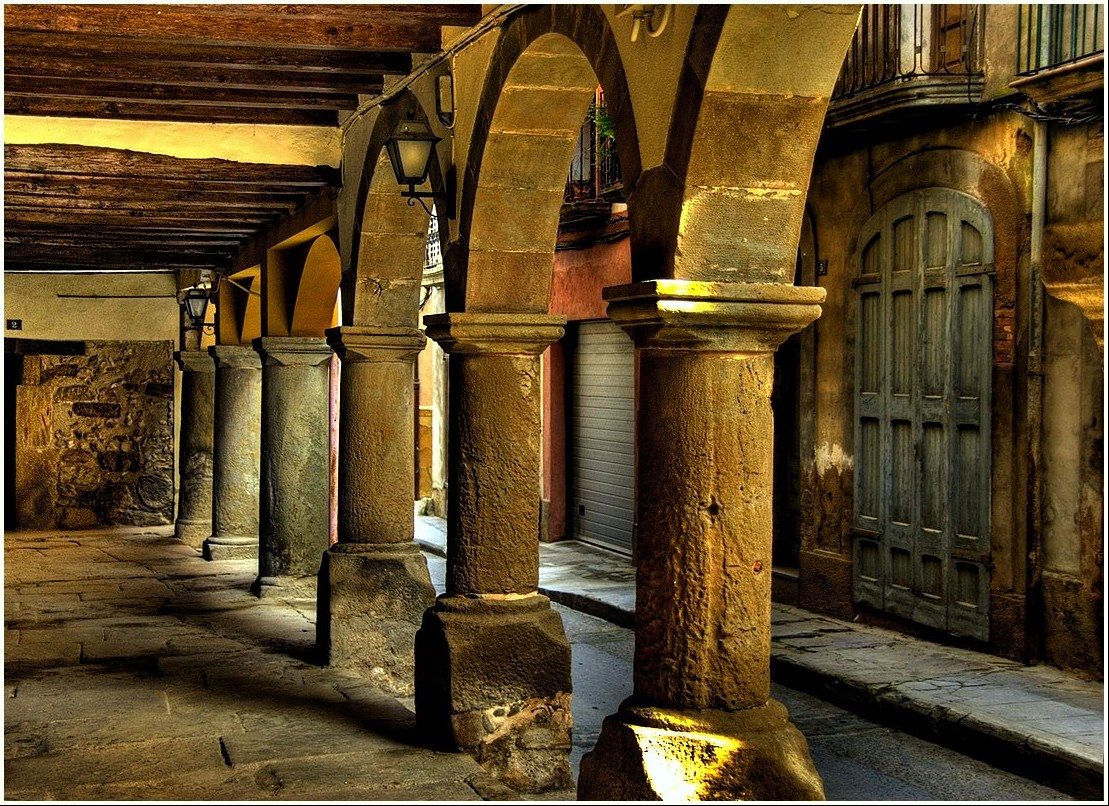
Porxos del Carrer Major

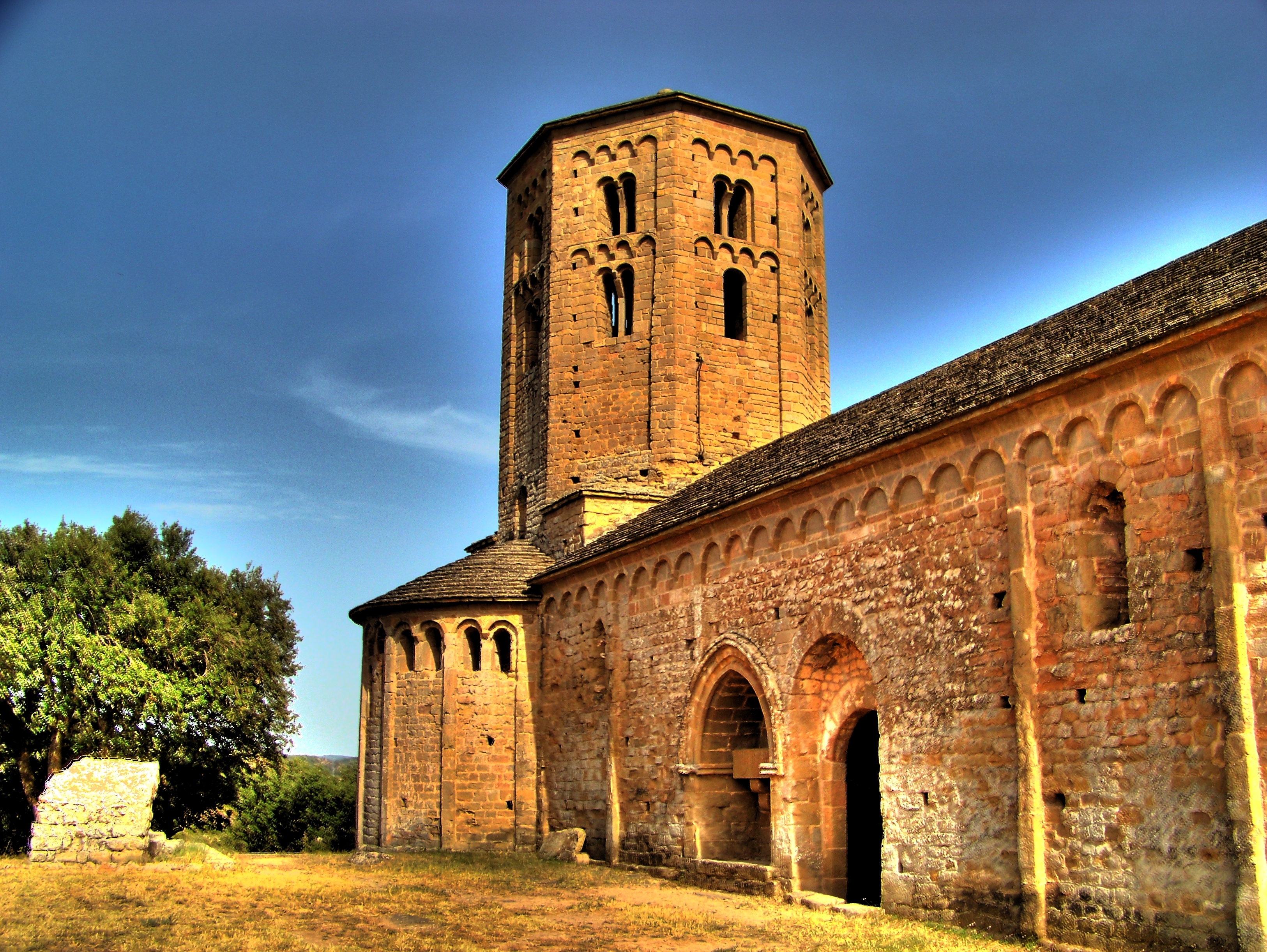
Col·legiata romànica de Sant Pere

- Col·legiata de Sant Pere de Ponts, romànica del segle xi, reconstruïda a finals del xx amb l'esforç de l'Associació d'Amics de Sant Pere de Ponts.
- Església neogòtica de Santa Maria de Ponts. S'hi troba el retaule de la Mare de Déu del Roser (segle xiii) a la capella adjacent que porta el mateix nom; recinte situat a l'epístola de l'església parroquial.
- Nucli històric de la vila amb els antics pòrtics del Carrer Major, prop de la Plaça del Blat.
- Santa Cecília de Torreblanca, l'esglesiola més petita de Catalunya.
- Sant Joan Baptista de Torreblanca, prop de les restes d'un antic castell a Torreblanca.
- Sant Bartomeu del Tossal, església d'origen preromànic.
- Sant Domènec del Tossal, construcció del segle xiii.
- Torre de Dàdila, coneguda com la Torre del Cargol, a La Força.
- Creu d'en Samarra, esculpida en pedra el 1911, de propietat particular, que es troba al camí de Valldans.
- Gravats de Mas de n'Olives, es tracta d'un total de 81 gravats rupestres prehistòrics.

41° 54′ 6.310″ N, 1° 12′ 44.23″ E / 41.90175278°N,1.2122861°E

### Espais esportius i recreatius
- Embassament o pantà de Rialb.
- Canal Segarra-Garrigues.
- Presa del canal d'Urgell al Tossal.
- Parc fluvial d'aigües braves i aigües tranqil·les a la confluència dels rius Segre i Llobregós, inaugurat al maig de 2010[2] i rebatejat com a Parc de la Roca del Call.
- Zona esportiva de Ponts: conté equipaments com un pavelló poliesportiu, un camp de futbol, una pista de futbol sala, un skate park i unes piscines descobertes.
- La Font de Valldans, amb un passeig arbrat, on s'erigeix un monument dedicat a l'artista pontsicà Antoni Samarra i Tugues i la coneguda font del Nen del Cargol.
- Circuit del Bosquet, traçat on se celebren prestigiosos campionats de motocròs tant a nivell estatal com català.
- Museu Francesc Boncompte, una col·lecció privada poc habitual on hi destaquen antigues armes de foc.[3]

## Masos
- Mas de l'Albardaner, molt proper al municipi d'Oliola, a uns 850 metres al sud de la Serra del Castellar, arran del camí que porta de Ponts fins a Vilanova de l'Aguda; 500 metres a l'oest hi ha una sèrie de granges i el Mas Nou, i a 300 metres a l'est hi trobem l'indret que porta el mateix nom.[4][5]
- Mas de la Biota

## Cultura i societat

### Festes, festivals i tradicions locals

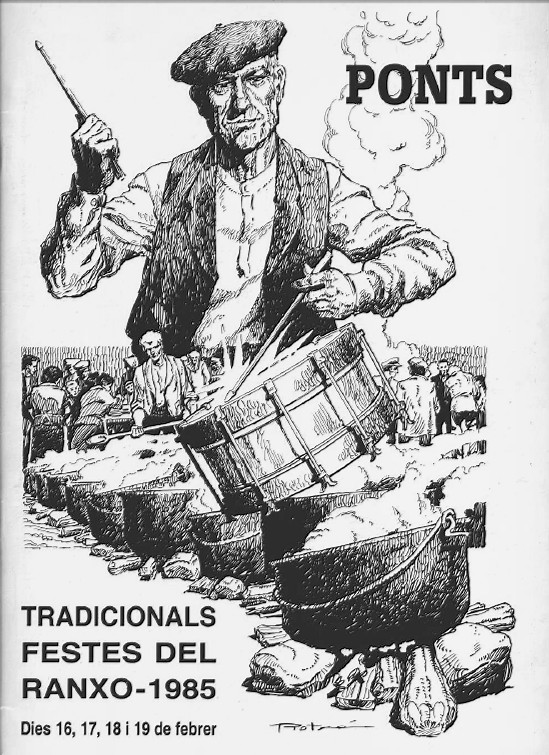
Cartell de les tradicionals "festes del Ranxo" de l'any 1985

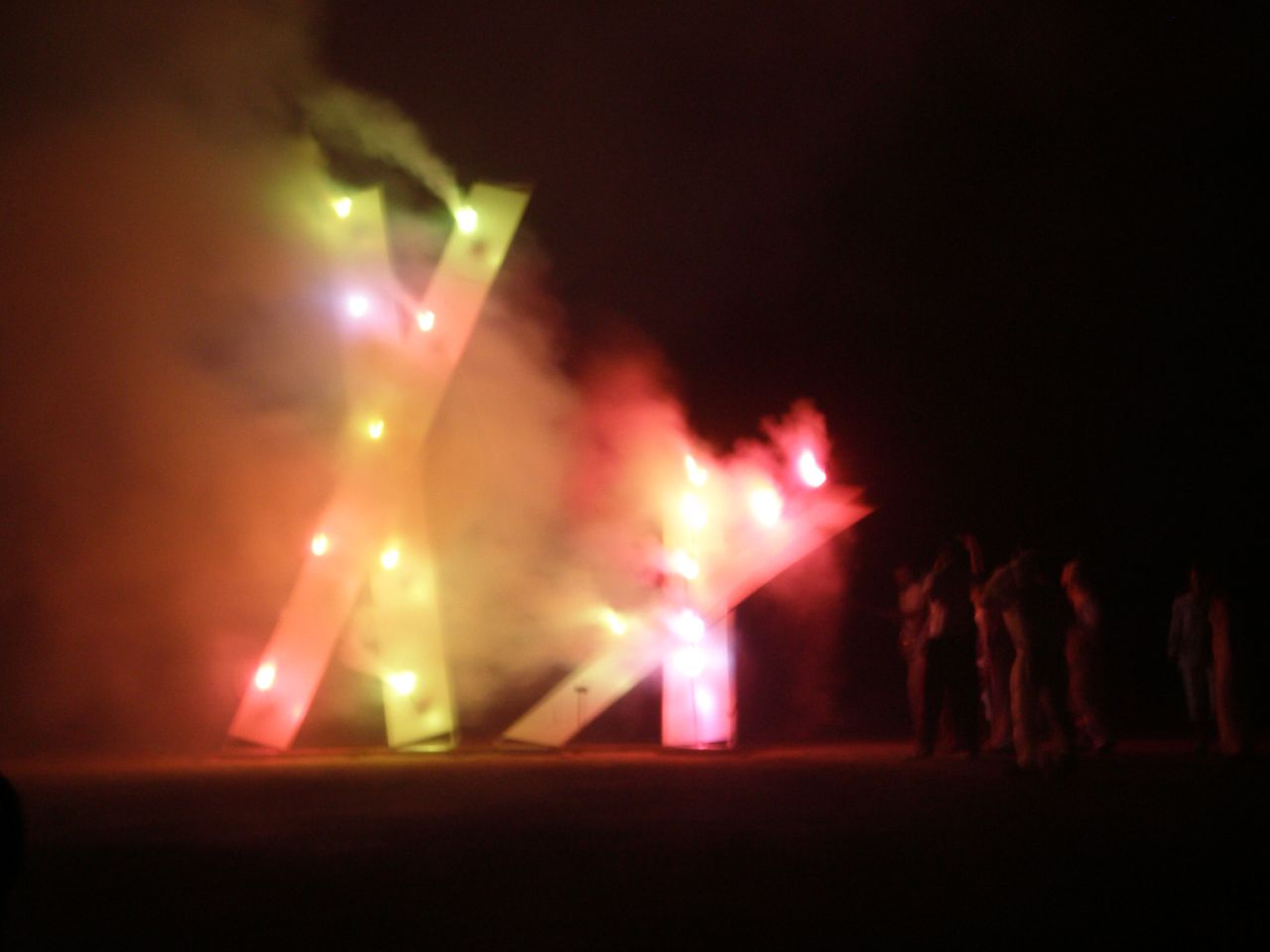
Foc, llum i música durant "Lo Festeto"

- El Carnaval anomenat Ranxo se celebra de divendres a dimarts de Carnaval. El Ranxo es cuina i es reparteix de manera popular el Dimarts de Carnaval, últim dia de festa, al passeig del poble.
- La Mostra: des de la primavera de 2004 se celebra any rere any aquest festival de música, on hi participen alumnes d'escoles de música de Catalunya que interpreten cançons tradicionals.[6]
- Cantada de Caramelles: com en molts pobles catalans, el diumenge de Pasqua.
- Aplec a la Col·legiata de Sant Pere: l'1 de maig, amb activitats diverses com una tradicional cursa atlètica.
- Festa del Roser: primer diumenge després del Corpus.
- Festa Major: durant el 14 de setembre (festivitat de l'Exaltació de la Creu) i dies propers.
- Mercat setmanal tots els dimecres de l'any.

### Fills il·lustres i adoptius
- Antoni Samarra i Tugues (1886 - 1914), pintor, escultor, escriptor i artista.
- Josep Comabella i Rabassa (1908 - 1981), periodista i polític.
- Joan Benlloch i Vivó (1864 - 1926), eclesiàstic, bisbe i cardenal.

## Infraestructures

### Comunicacions i transport
A Ponts conflueixen les vies de comunicació que connecten la comarca amb la resta del país:
- La carretera C-14 o Eix Tarragona-Andorra va des de Salou fins a La Seu d'Urgell.
- La carretera de Jorba a Folquer (antigament coneguda com a C-1412b) comunica Barcelona i el Pallars Jussà passant per Calaf i Ponts.
- La carretera L-313 connecta el Segre Mitjà amb la ciutat de Cervera i la N-II a través de la ruta Ponts-Guissona-Cervera.

Ponts forma part de la zona 2 del sistema tarifari integrat de l'ATM de Lleida.
El transport públic el realitzen regularment dues empreses d'autobusos:
- L'Alsina Graells que ofereix servei de cotxes de línia cap a Lleida, Barcelona, Solsona, Manresa, La Seu d'Urgell i Andorra.
- L'Hispano Igualadina fa el servei de Reus a Andorra amb parada a Ponts.

També hi ha servei de taxis, si bé, per contra, pel Segre Mitjà no hi passa cap línia de ferrocarril i les estacions més properes són la de Calaf i la de Cervera de la línia Barcelona-Manresa-Lleida i la de Balaguer de la línia Lleida - la Pobla.

### Equipaments
En l'àmbit educatiu i cultural, el municipi compta amb un col·legi d'educació infantil i primària, un institut d'educació secundària, la llar d'infants municipal Balú, l'Escola Municipal de Música i la Biblioteca Municipal Pere Salses i Trilles. En serveis socials i sanitaris, disposa d'una Àrea Bàsica de Salut i d'una residència i casal per a la gent gran. Tots aquest equipaments donen servei tant als propis pontsicans com també a persones de municipis pròxims.

## Mitjans de comunicació

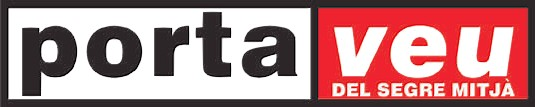
Capçalera actual de Portaveu del Segre Mitjà

Al llarg de la història el municipi ha gaudit de diferents publicacions escrites d'àmbit local i comarcal. A principis de segle xx aparegué Aires Legitimistes (1913-1917), en un moment de joia després d'establir-se la Mancomunitat. Durant el 1922 nasqué el setmanari L'Autonomista: publicació que s'edità en diferents formats i periodicitat fins al 1930. Tardanament, el 1957, va veure la llum la revista Pons. Al desembre de 1973, sorgí Enllaç, el butlletí d'informació de la parròquia, essent un recull força important de documentació sobre la vila fins a l'actualitat. I, el 1978, fou el torn de Portaveu del Mig Segre, una publicació que ha rebut premis com l'Humbert Torres (1987) de l'entitat l'Òmnium Cultural i que segueix publicant avui en dia gràcies a l'empenta i les ganes d'informar.
Altrament, des de fa uns anys per aquestes contrades s'escolta un mitjà radiofònic com és Ponts Ràdio (107.1 FM) amb programes de continguts sobre actualitat, música, esports i molts d'altres.

## Climatologia
L'àrea de Ponts es troba endinsada a la zona muntanyosa NE de la Noguera, dita el Segre Mitjà i, per tant, el clima, en certa manera, difereix de l'àrea sud de la comarca i per extensió de les comarques del pla de l'Àmbit de Ponent. Això no obstant, el clima del municipi de Ponts presenta característiques pròpies del clima continental-meditarrani. De les temperatures registrades des de 1971 pel Servei Meteorològic de Catalunya, la temperatura mitjana anual és de 13,4 °C, amb una temperatura màxima mitjana de 19,5 °C i una mínima mitjana de 7,2 °C. El mes més càlid és el juliol amb una mitjana de 23,5 °C i una temperatura màxima mitjana de 31 °C mentre que gener és el més fred amb una temperatura mitjana de 4,1 °C i una mínima mitjana de 0 °C. Pel que fa als registres extrems, la temperatura màxima absoluta va ser de 41 °C registrada l'11 de setembre de 1973 mentre que la mínima absoluta es va registrar el 17 de gener de 1985 assolint el -20 °C.
Pel que fa a les precipitacions, en aquest municipi també trobem indicis del caràcter més muntanyenc d'aquesta zona, amb una mitjana més elevada que a la resta de la comarca: 557 mm. anuals i 128 mm. estivals.
Del règim de vents, a l'àmbit d'estudi és molt variable. Podem diferenciar quatre tipologies de vents que afecten a la zona:
- Vents de ponent:
  - la Morella (O i SO): molt sovint a la primavera, sec i molt fred;
  - el Pallàs (NO): vent calent i que porta pluges.
- Vents de llevant: molt freqüents a l'hivern, humits i frescos. No tenen noms propis.
- Vents del nord: la Tramuntana, vent molt sec i fort.
- Vents del sud: vents de marina, suaus i humits freqüents durant l'època estival com la Marinada.

## Demografia
| Entitat de població | Habitants (2024) |
| Ponts               | 2.639            |
| el Tossal           | 14               |
| la Força            | 12               |
| Torreblanca         | 5                |
| Font: Idescat       |                  |

| 1497 f | 1515 f | 1553 f | 1717  | 1787 | 1857  | 1877  | 1887  | 1900  | 1910  |
| ------ | ------ | ------ | ----- | ---- | ----- | ----- | ----- | ----- | ----- |
| 128    | 148    | 195    | 1.020 | 344  | 1.942 | 2.095 | 2.121 | 2.053 | 1.969 |

| 1920  | 1930  | 1940  | 1950  | 1960  | 1970  | 1981  | 1990  | 1992  | 1994  |
| ----- | ----- | ----- | ----- | ----- | ----- | ----- | ----- | ----- | ----- |
| 1.979 | 1.918 | 1.648 | 1.881 | 1.861 | 2.045 | 2.230 | 2.250 | 2.208 | 2.208 |

| 1996  | 1998  | 2000  | 2002  | 2004  | 2006  | 2008  | 2010 | 2012  | 2014  |
| ----- | ----- | ----- | ----- | ----- | ----- | ----- | ---- | ----- | ----- |
| 2.292 | 2.368 | 2.382 | 2.405 | 2.365 | 2.567 | 2.749 | 2744 | 2.698 | 2.701 |

| 2016  | 2018  | 2020  | 2022  | 2024  | 2026 | 2028 | 2030 | 2032 | 2034 |
| ----- | ----- | ----- | ----- | ----- | ---- | ---- | ---- | ---- | ---- |
| 2.638 | 2.604 | 2.644 | 2.661 | 2.703 | -    | -    | -    | -    | -    |

El 1857 incorpora Mas de Ponts i Boixadors i Fortesa de l'Estany; el 1930, El Tossal.

## Política

### Mandats en el període democràtic
| Període   | Alcalde/ssa                | Partit |
| 1979-1983 | Maria Lurdes Vidal i Audet | ADP    |
| 1983-1987 | Salvador Balagué i Esteve  | ERC    |
| 1987-1991 | Salvador Balagué i Esteve  | ERC    |
| 1991-1995 | Salvador Balagué i Esteve  | ERC    |
| 1995-1999 | Estanis Felip Monsonís     | CiU    |
| 1999-2003 | Estanis Felip Monsonís     | CiU    |
| 2003-2007 | Estanis Felip Monsonís     | CiU    |
| 2007-2011 | Jaume García Badias        | PM-PSC |
| 2011-2012 | Maria Antònia Pubill Carro | CiU    |
| 2012-2015 | Francisco García Cañadas   | IP-PSC |
| 2015-2017 | Francisco García Cañadas   | ERC    |
| 2017-2019 | Maria Alba Basomba i Gili  | ERC    |
| 2019-2020 | Josep Tàpies Ticó          | JxCat  |
| 2020-2023 | Solés Carabasa Closa       | ERC    |
| 2023-Act. | Josep Tàpies Ticó          | JxCat  |